# Fisher Building

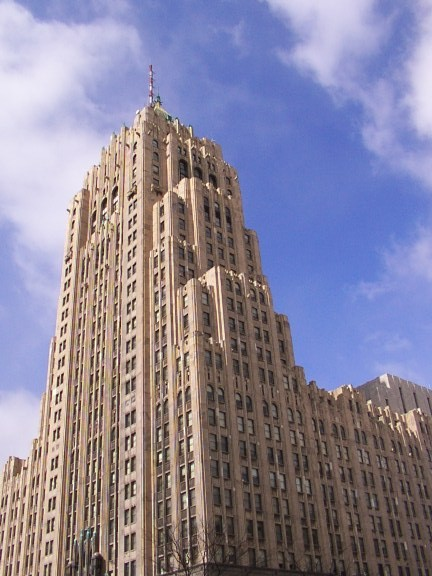
Frumoasa structură construită în stilul Art Deco, Fisher Building, Detroit, Michigan.

Construită în anul 1928, clădirea cunoscută ca Fisher Building este un exemplu grandios de construcție realizată în stilul Art Deco. De altfel, a fost denumită, în mod voit afectiv, Cel mai mare obiect de artă al Detroit-ului.

## Date generale
Fisher Building este situată la intersecția dintre West Grand Boulevard și Second Street în Detroit, Michigan. Clădirea de tipul unui zgârie nori, ce se găsește în zona foarte centrală a Detroit-ului, cunoscută ca New Center, având 28 de nivele, a fost concepută și realizată de către arhitectul Albert Kahn pentru a fi sediul unei companii a fraților Fisher (Fisher Brothers) și pentru a servi ca un nou centru civic.
Chiar în anul construcției sale, structura a fost onorată de organizația profesională a arhitecților din New York City, Architecture League of New York, cu titlul de cea mai frumoasă structură comercială a anului.
Fisher Building este considerată ca fiind cea mai mare realizare arhitecturală a arhitectului Albert Kahn.

## Proiectare și realizare
Inițial, Kahn a planificat un complex de trei clădiri, cu două structuri având fiecare 28 de nivele, flancând o a treia, centrală, în formă de turn, care ar fi urmat să fie de două ori mai înaltă decăt clădirea de astăzi. Datorită Marii Depresii economice din Statele Unite ale Americii din perioada 1929 - 1933, fondurile necesare continuării construcției clădirii nu au mai putut fi găsite. Oricum, mulți critici de artă și arhitectură consideră clădirea, așa cum este astăzi, completă și pe deplin funcțională.
Deși au căutat îndelung un loc de construcție în plin centru comercial al Detroit-ului, frații Fisher nu au putut găsi unul suficient de mare pentru proiectul inițial. O dată cu cumpărarea clădirii în care se găsea firma auto a fraților Fisher (Fisher Body Company), clădire cunoscută azi ca GM World Headquarters, de către GM (General Motors), frații Fisher au putut să achiziționeze un loc de construcție, aflat peste drum de fosta lor proprietate.

## "New Center"
După terminarea construcției clădirii fraților Fisher, redenumita GM Building și Fisher Building au constituit nucleul unui "nou centru", care a și fost numit astfel, "New Center". Acesta era situat relativ departe de "vechiul centru" ("Old downtown").
În timp, importanța acestui centru nou a crescut în importanță, iar astăzi Teatrul Fisher (The Fisher Theater), unul dintre cele mai vechi teatre continuu funcționale din Detroit și din Statele Unite, găzduiește tot felul de evenimente artistice, printre care se numără și producțiile itinerante ale tuturor teatrelor de pe Broadway.
Vârful clădirii a fost aurit la terminarea construcției, fapt care a determinat următoarea întâmplare amar-ironică petrecută în timpul Marii Depresii Economice. Stația de radio WJR, instalată la etajul final al clădirii, emitea, după propriile cuvinte ale redactorilor săi, "WJR, Detroit, din turnul de aur al Clădirii Fisher" ( "This is WJR Detroit, from the Golden Tower of the Fisher Building.")
În timpul celui de-al doilea razboi mondial, de teama de a nu fi atrăgătoarea țintă a unor posibile atacuri aeriene îndreptate contra clădirilor foarte înalte, folia de aur de pe acoperiș a fost demontată. Nu a mai fost niciodată pusă la loc.